# 万桃花
万桃花（学名：Solanum macaonense），又名山茄、毛柱萬桃花、天茄子、山顛茄，为茄科茄属下的一种常綠灌木，開白色花，總狀花序，結紅色或黃色果實，入藥可散瘀消腫、消炎止痛。